# Broye (regione)

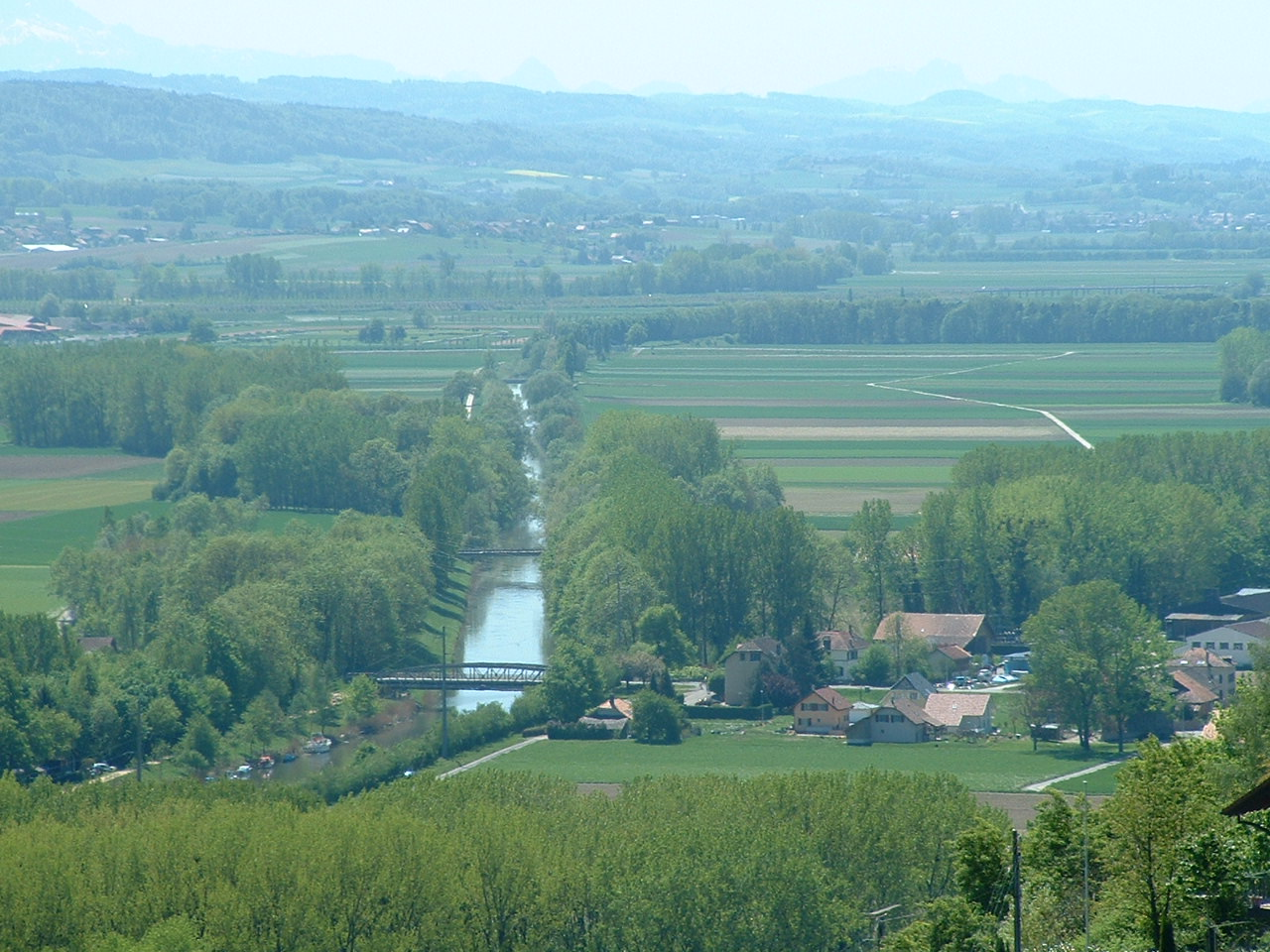
Veduta della regione a Salavaux con al centro l'omonimo fiume.

La Broye è una regione svizzera distribuita sui cantoni di Vaud e di Friburgo. La regione è attraversata dal fiume Broye. Essa è formata dai distretti della  Broye-Vully e della Broye.

## La Broye friburghese
La parte friburghese (distretto) della Broye è spezzettata in più parti. Circa metà del distretto, comprendente le località di Mannens, Domdidier, Saint-Aubin o ancora Portalban, è unita al corpo principale del cantone di Friburgo. L'altra metà del distretto è suddivisa in più parti, vere e proprie enclave, all'interno del cantone Vaud. Si possono citare le enclave di Estavayer-le-Lac (la più estesa), quella di Surpierre e quella di Vuissens, oltre alla piccola enclave di Notre Dame de Tours.
Capoluogo del distretto della Broye friburghese è Estavayer-le-Lac.

## La Broye del Vaud
Nel distretto della Broye-Vully la Broye del Vaud si estende da Moudon à Avenches e il suo capoluogo è Payerne.